# أليكس نورتون
أليكس نورتون (بالإنجليزية: Alex Norton)‏ هو ممثل بريطاني، ولد في 27 يناير 1950 بغلاسكو في المملكة المتحدة.

## وصلات خارجية
- أليكس نورتون على موقع IMDb (الإنجليزية)
- أليكس نورتون على موقع ميوزك برينز (الإنجليزية)
- أليكس نورتون على موقع قاعدة بيانات الأفلام السويدية (السويدية)
- أليكس نورتون على موقع قاعدة بيانات الفيلم (الإنجليزية)